# Grande Caye
Grande Caye ist eine Sandbank bei den Outer Islands im seychellischen Farquhar-Atoll. Sie hat Maße von 660 Meter Länge, 210 Meter Breite sowie eine Fläche von 11,7 ha und bildet damit die westlichste Spitze des sichtbaren Teils des dortigen westlichen Riffsaums.